# Василенко Тетяна Марківна
Тетяна Марківна Василенко (нар. 8 листопада 1935, село Донцівка, тепер Новопсковського району Луганської області) — українська радянська діячка, майстер машинного доїння колгоспу імені Шевченка Новопсковського району Луганської області. Депутат Верховної Ради УРСР 9—10-го скликань.

## Біографія
Освіта неповна середня.
З 1953 року — телятниця, доярка, завідувачка молочнотоварної ферми, з 1978 року — майстер машинного доїння колгоспу імені Шевченка села Осинове Новопсковського району Ворошиловградської (Луганської) області.
Потім — на пенсії у селі Осинове Новопсковського району Луганської області.

## Нагороди
- орден Леніна
- ордени
- медалі